# Hipergolično gorivo
Hipergolično gorivo je kombinacija goriv za raketne motorje, kjer eno gorivo takoj burno reagira (hitro zgori - ekspandira), ko pride v stik z drugim. Po navadi je ena komponenta gorivo, druga pa oksidator. Hipergolična goriva so po navadi zelo strupena, korozivna in težka za rokovanje. Se pa po navadi dajo hraniti v tekočem stanju pri sobni temperaturi. Motorji na hipergolična goriva se hitro vžgejo, so zanesljivi, preprostejši za izdelavo in se jih lahko večkrat zažene, imajo pa nižji specifični impulz - razvijejo manj potiska na enoto goriva. Klasične raketne motorje s turbočrpalkami je namreč zaradi načina delovanja precej težje ponovno zagnati v letu, imajo pa večji specifični impulz. Ruska težka raketa Proton uporablja hipergolična goriva za prve tri stopnje.
Zgled kombinacije hipergoličnih goriv je oksidator didušikov tetroksid z (N2O4) s hidrazinom (N2H4) ali pa njegovimi podobnimi molekulami, monometilhidrazin (MMH -  CH3 (NH)NH2) in nesimetrični dimetilhidrazin  (UDMH - H2NN(CH3)2)